# Omar Apollo
Omar Apolonio Velasco (nacido el 20 de mayo de 1997), conocido profesionalmente como Omar Apollo, es un cantautor mexicoestadounidense. Después de firmar un contrato discográfico con Warner Records, Lanzó su álbum debut Ivory en 2022 y este le valió una nominación a la categoría de Mejor Artista Nuevo en la 65.ª Entrega Anual de los Premios Grammy. Apolo canta en inglés y español.

## Biografía
Nacido de padres mexicanos, Apollo creció en Hobart, Indiana con sus tres hermanos mayores. Los padres de Apollo trabajaron en múltiples trabajos para mantener a la familia. Su familia es de la ciudad mexicana de Guadalajara, Jalisco. Al crecer, escuchó a los músicos favoritos de sus padres como Pedro Infante, Los Panchos y The Beatles. Sus propias influencias incluyen diversos músicos como Neil Young, Paul Simon, John Mayer, Prince, Bootsy Collins, Rick James y The Internet. Bailaba danza folclórica cuando era niño. También formó parte del coro de su iglesia católica. A petición suya, sus padres le regalaron una guitarra cuando tenía 12 años. Desafortunadamente, era una guitarra eléctrica sin amplificador. Apollo cambió la guitarra en una casa de empeño por una guitarra acústica y comenzó a aprender a tocar viendo e imitando videos de versiones de YouTube. Apollo también fue enseñado por su tío y practicó tocar en la iglesia. Continuaría formando una banda de corta duración con un amigo en la iglesia. Apollo también cuenta con ciudadanía mexicana.

## Carrera profesional
Apollo comenzó su carrera creando y cargando sus canciones en la plataforma de transmisión DIY SoundCloud. Durante este tiempo, trabajó en Jimmy John's y Guitar Center y vivió en un ático. En 2017, con $30 que le pidió prestado a un amigo, subió su canción «Ugotme» a Spotify, donde pronto se incluyó en la lista de reproducción de Fresh Finds de la plataforma y acumuló 20.000 reproducciones en un día. Un año después, la canción atravesaría más de 15 millones de streams. Lanzó su primer EP, Stereo en 2018, que fue igualmente bien recibido. En 2018 y 2019 realizó dos giras, la «Want Tour» y la «Voyager Tour". Durante el «Voyager Tour» de 32 fechas, lanzó su segundo EP, Friends en abril de 2019. El EP contó con la producción del productor de rock John Shanks, quien había trabajado anteriormente con artistas como Michelle Branch y Melissa Etheridge.  Apollo es administrado por el hijo de Shanks, Dylan, a quien conoció en Twitter en julio de 2017 cuando este último contrató a Apollo para un espectáculo universitario en la Universidad de Nueva York. Apollo firmó con Artists Without A Label a principios de ese año y actuó en SXSW como parte de una presentación con el grupo. También realizó su primera gira europea en 2019 y tocó en Lollapalooza en agosto. A fines de 2019, Apollo lanzó los sencillos, «Frío» y «Hit Me Up», ambas colaboraciones con el productor Kenny Beats.
En abril de 2020, Apollo lanzó el sencillo «Imagine U», otra colaboración con Kenny Beats. El 7 de agosto, Apollo lanzó el sencillo principal «Stayback» de su próximo álbum de estudio debut. El 10 de septiembre, lanzó el segundo sencillo «Kamikaze». El 25 de septiembre, Apollo apareció en el segundo álbum Nectar del cantante japonés de R&B alternativo Joji en la canción «High Hopes». Apollo lanzó «Dos Uno Nueve (219)» y «Want U Around (feat. Ruel)» antes de lanzar su álbum de estudio debut Apolonio el 16 de octubre.
Además de sus giras en solitario, Omar Apollo también se presentó en los festivales de música Coachella, Something in the Water y All Points East en 2022. A inicios de 2023, fue telonero de SZA en su SOS Tour. Más adelante, en 2023, Apollo fue anunciado como embajador de la marca de cuidado de la piel Youth to the People.
Omar también protagonizó la campaña otoño/invierno 2023 para hombres de la casa de moda Loewe. En septiembre, Apollo fue homenajeado con el premio Inspira en los Premios de la Herencia Hispana 2023.
En abril de 2024, Omar lanzó el sencillo "Spite", el primer adelanto de su segundo álbum, God Said No. Le siguió el segundo sencillo, "Dispose of Me", lanzado el 16 de mayo.
El álbum de 14 canciones fue escrito durante una estancia de tres meses en Londres en 2023, y se inspiró en poetas como Mary Oliver, Victoria Chang y Ocean Vuong. God Said No fue grabado en los Abbey Road Studios de Londres con el productor ejecutivo [[Teo Halm], e incluye colaboraciones con Mustafa y el actor Pedro Pascal. El título se inspiró en la valoración de un amigo sobre su relación recién terminada, la cual Apollo describió como: "Lo di todo, y Dios dijo ‘no’". El álbum se lanzó el 28 de junio de 2024.
En septiembre de 2024, Apollo debutó como actor en la película Queer de Luca Guadagnino. En diciembre de 2024, Omar fue incluido en la lista 30 Under 30 Música 2025 de la revista Forbes.

## Discografía

### Álbumes de estudio
| Título                                                           | Detalles                                                                                        | Máximas posiciones en listas | Máximas posiciones en listas | Máximas posiciones en listas |
| Título                                                           | Detalles                                                                                        | EE. UU.                      | EE. UU. Heat                 | AUS                          |
| ---------------------------------------------------------------- | ----------------------------------------------------------------------------------------------- | ---------------------------- | ---------------------------- | ---------------------------- |
| Ivory                                                            | Lanzado: 8 de abril de 2022 Sello: Warner Formato: CD, descarga digital, streaming, LP          | 74                           | 1                            | —                            |
| God Said No                                                      | Lanzado: 28 de junio de 2024 Sello: Warner Formato: CD, descarga digital, streaming, LP, casete | 56                           | —                            | 11                           |
| "—" indica una grabación que no apareció en la respectiva lista. |                                                                                                 |                              |                              |                              |

### Mixtapes
- Apolonio (2020)